# Orsolya
Az Orsolya  női név a latin ursa- medve szóból ered, az Ursula név magyaros olvasatából, jelentése mackó.

## Rokon nevek
- Orsi:[1] az Orsolya becenevéből önállósult.[2]
- Orsika:[1] az Orsolya becenevéből önállósult.[2]
- Urszula:[1] a latin Ursula eredeti alakjához közel álló változat.[3]
- Urzula:[1] az Ursula német alakváltozata.[3]
- Urzulina:[1] az Ursula továbbképzése.[3]
- Solya

## Gyakorisága
Az Orsolya már a 16. században népszerű női név volt, az 1980-as és 90-es években ismét igen gyakori lett, a 2000-es években az 56-74. leggyakoribb női név. 
Az 1990-es években az Orsi, Orsika, Urszula, Urzula és az Urzulina szórványos név, a 2000-es években nem szerepelnek a 100 leggyakoribb női név között.

## Névnapok
Orsolya, Orsi, Orsika, Urszula, Urzula
- október 21.[2]

Urzulina
- április 7.[3]

## Híres Orsolyák, Orsik, Orsikák, Urzulák, Urszulák és Urzulinák
- Drozdik Orsolya grafikus
- Heer Orsolya riporter
- Herr Orsolya magyar válogatott kézilabdakapus
- Jeney Orsolya, emberi jogi szakember
- Kanizsai Orsolya főúrnő
- Karafiáth Orsolya költő
- Kiss Orsolya műsorvezető
- Kozma Orsolya énekesnő
- Lengyel Orsolya meseíró, könyvszerkesztő
- Pflum Orsolya énekesnő
- Serdült Orsolya modell, szépségkirálynő
- Szatmári Orsolya énekesnő
- Szent Orsolya vértanú
- Szerényi Orsolya női labdarúgó-játékvezető
- Tóth Orsika operaénekes, gitárművész
- Tóth Orsolya színésznő
- Tunyogi Orsolya énekesnő
- Turcsek Orsolya borász
- Ursula Andress svájci színésznő
- Ursula K. Le Guin amerikai sci-fi és fantasy író
- Ursula Rucker zeneművész
- Urszula Radwańska lengyel teniszezőnő
- Vérten Orsolya magyar válogatott kézilabdázó
- Németh Orsolya színésznő, hárfaművész